# Hillary Brooke
 Hillary Brooke  (n. Beatrice Sofia Mathilda Peterson, n. 8 septembrie 1914, Astoria⁠(d), Queens, New York, SUA – d. 25 mai 1999, Bonsall⁠(d), San Diego County, California, SUA) a fost o actriță de film americană.

## Filmografie
- New Faces of 1937 (1937) – Showgirl
- Eternally Yours (1939) – Blonde on Stage (nemenționată)
- Two Girls on Broadway (1940) – Second Girl in Powder Room (nemenționată)
- Florian (1940) – Horsewoman (nemenționată)
- New Moon (1940) – Party Guest (nemenționată)
- The Philadelphia Story (1940) – Main Line Society Woman (nemenționată)
- The Lone Rider Rides On (1941) – Sue Brown
- Maisie Was a Lady (1941) – House Guest (nemenționată)
- Country Fair (1941) – (nemenționată)
- The Lone Rider in Frontier Fury (1941) – Georgia Deering
- Dr. Jekyll and Mr. Hyde (1941) – Mrs. Arnold (nemenționată)
- Unfinished Business (1941) – Woman (nemenționată)
- Married Bachelor (1941) – Hillary Gordon (nemenționată)
- Two-Faced Woman (1941) – Dress Shop Clerk Hotel-Caller (nemenționată)
- Mr. and Mrs. North (1942) – Party Guest (nemenționată)
- Sleepytime Gal (1942) – Railroad Station Blonde (nemenționată)
- To the Shores of Tripoli (1942) – Parade Spectator (nemenționată)
- Ship Ahoy (1942) – Hillary (nemenționată)
- Calling Dr. Gillespie (1942) – Mrs. Brown (nemenționată)
- Wake Island (1942) – Girl at the Inn (nemenționată)
- Counter-Espionage (1942) – Pamela Hart
- Sherlock Holmes and the Voice of Terror (1942) – Jill Grandis – Driver (nemenționată)
- Happy Go Lucky (1943) – Wife (nemenționată)
- The Crystal Ball (1943) – Friend of Jo Ainsley (nemenționată)
- Sherlock Holmes Faces Death (1943) – Sally Musgrave
- Jane Eyre (1943) – Blanche Ingram
- Standing Room Only (1944) – Alice Todd
- Lady in the Dark (1944) – Miss Bar (nemenționată)
- And the Angels Sing (1944) – Polish Bride (nemenționată)
- Practically Yours (1944) – (nemenționată)
- Ministry of Fear (1944) – Mrs. Bellane #2
- The Enchanted Cottage (1945) – Beatrice Alexander
- The Crime Doctor's Courage (1945) – Kathleen Carson
- The Woman in Green (1945) – Lydia Marlowe
- Road to Utopia (1945) – Kate
- The Strange Woman (1946) – Meg Saladine
- The Gentleman Misbehaves (1946) – Nina Mallory
- Strange Impersonation (1946) – Arline Cole
- Earl Carroll Sketchbook (1946) – Lynn Stafford
- Big Town (1946) – Lorelei Kilbourne
- Monsieur Beaucaire (1946) – Mme. Pompadour
- Strange Journey (1946) – Patti Leeds
- I Cover Big Town (1947) – Lorelei Kilbourne
- Big Town After Dark (1947) – Lorelei Kilbourn
- Let's Live Again (1948) – Sandra Marlowe
- The Fuller Brush Man (1948) – Mildred Trist
- Big Town Scandal (1948) – Lorelei Kilbourne
- Africa Screams (1949) – Diana Emerson
- Alimony (1949) – Linda Waring
- Bodyhold (1949) – Flo Woodbury
- Unmasked (1950) – Doris King Jackson
- Beauty on Parade (1950) – Gloria Barton
- Lucky Losers (1950) – 'Countess' Margo
- The Admiral Was a Lady (1950) – Shirley Pedigrew
- Vendetta (1950) – Lydia Nevil
- Insurance Investigator (1951) – Addie Wilson
- Skipalong Rosenbloom (1951) – Square Deal Sal
- Lost Continent (1951) – Marla Stevens
- Confidence Girl (1952) – Mary Webb
- Abbott and Costello Meet Captain Kidd (1952) – Capt. Bonney
- Never Wave at a WAC (1953) – First Lt. Phyllis Turnbull
- The Lady Wants Mink (1953) – Evelyn Cantrell
- Invaders From Mars (1953) – Mrs. Mary MacLean
- The Maze (1953) – Peggy Lord
- Mexican Manhunt (1953) – Eve Carter
- The House Across the Lake (1954, aka Heat Wave) – Carol Forrest
- Bengazi (1955) – Nora Nielson
- The Man Who Knew Too Much (1956) – Jan Peterson
- Spoilers of the Forest (1957) – Phyllis Warren